# Пудова, Ирина Владимировна
Ири́на Влади́мировна Пу́дова (род. 1 июля 1982, Ханты-Мансийск) — российская телеведущая.

## Биография
Имеет двух старших братьев, один занимается компьютерной безопасностью, второй - юрист. В школьные годы занималась музыкой. Позже окончила музыкальное училище по классу фортепиано. 
Закончила Московский государственный социальный университет. По образованию журналист.

## Работа на телевидении
Работала на телеканалах РБК, «Столица», ТВЦ, Муз-ТВ (в программах «Настройка» и «Движок»). С января 2006 по декабрь 2008 — ведущая еженедельной телепрограммы «Вокруг Света» на канале «Россия». С января 2008 по декабрь 2010 вела программу «Путешествуем по миру» на радиостанции «Моя семья». С января 2009 года — ведущая на канале путешествий по России Russian Travel Guide. С ноября 2017 года — ведущая программы ЖИЗНЬ КАК ЧУДО на Креативном канале Концепт / Concept | Creative Channel. С 3 сентября 2018 по 19 июня 2019 года — ведущая ежедневного утреннего шоу (по будням) «Первого канала» «Сегодня. День начинается» совместно с Родионом Газмановым. С 4 марта по 27 мая 2020 года — ведущая программы Доброе утро на Первом канале.

## Личная жизнь
Ирина Пудова – мама троих детей: Анастасии, Алёны и Анны. В свободное время Ирина любит играть в боулинг, кататься на сноуборде или велосипеде (зависит от сезона). Телевизор, по её словам, она в доме не держит. Предпочитает чтение книг, особенно в дороге.